# Matjaž Zupan
Matjaž Zupan, slovenski smučarski skakalec in trener, * 27. september 1968, Kranj.

## Skakalna kariera
Matjaž Zupan se je kot tekmovalec s smučarskimi skoki ukvarjal 20 let, prvo priložnost za nastop v Svetovnem pokalu je dobil 13. decembra 1986 v Lake Placidu. V tem tekmovanju mu je edina uvrstitev na stopničke uspela 15. marca 1987 v Planici, ko je zaostal le za Norvežanom Olejem Gunnarjem Fidjestølom. Dober mesec dni (11. februarja 1987) pred edinimi stopničkami v svetovnem pokalu je na svetovnem prvenstvu v Oberstdorfu zasedel 4. mesto na 120-metrski skakalnici. Največji uspeh je dosegel na Zimskih olimpijskih igrah 1988, kjer je ekipa v sestavi Matjaž Debeljak, Miran Tepeš, Primož Ulaga in Matjaž Zupan priskakala srebrno medaljo. Nastopil je tudi na Zimskih olimpijskih igrah 1992, kjer je bil z ekipo 6., na srednji skakalnici 18. in na veliki napravi 27. V letih 1989 in 1992 je postal državni prvak. Kariero aktivnega tekmovalca je zaključil 27. marca 1994 v Thunder Bayu.

## Trenerska kariera
Po tem, ko je bil v letih 1996/1999 pomočnik trenerja slovenske reprezentance v smučarskih skokih, je pred sezono 1999/00 postal glavni trener le-te. Do sezone 2005/06, ko je Zupan prenehal z opravljanjem te funkcije, so slovenski skakalci na svetovnih prvenstvih oz. olimpijskih igrah osvojili tri kolajne – na Zimskih olimpijskih igrah 2002 so bronasto medaljo na moštveni tekmi osvojili Primož Peterka, Peter Žonta, Damjan Fras in Robert Kranjec, na Svetovnem prvenstvu 2005 je prvak na srednji skakalnici postal Rok Benkovič, bron pa je dobila ekipa v sestavi Primož Peterka, Jure Bogataj, Jernej Damjan in Rok Benkovič. V Svetovnem pokalu so skakalci pod njegovim vodstvom dosegli štiri zmage: 2 Primož Peterka, po eno pa Peter Žonta in Robert Kranjec. V sezoni 2006/07 je Zupan vodil češko reprezentanco. Sredi sezone 2007/08 je ponovno prevzel vodenje slovenske reprezentance po odstopu Ari-Pekke Nikkole. Kljub osvojitvi bronaste medalje na ekipni tekmi Svetovnega prvenstva 2011, je po koncu sezone 2010/11 odstopil s položaja trenerja zaradi »nezaupanja in pomanjkanje podpore vodstva Smučarske zveze Slovenije in slovenske skakalne skupnosti«. Istočasno je odstopil tudi športni direktor reprezentance Franci Petek. V sezonah 2012/13 in 2013/14 je bil glavni trener francoske reprezentance, od sezone 2014/15 pa vodi rusko skakalno reprezentanco.
Za njegove dosežke so mu podelili Bloudkovo priznanje.